# Мухутдинов, Альмир Нуруллович
Альми́р Нуру́ллович Мухутди́нов (тат. Әлмир Мөхетдинев, Älmir Möxetdinef, 9 июня 1985, Джамбул, Казахская ССР) — российско-казахстанский футболист, полузащитник казахстанского клуба «Жетысу».

## Карьера
По национальности татарин. Играть начинал в Казахстане. В 13 лет вместе с семьей переехал в Россию. Выступал в таких российских клубах, как «Волгарь» (Астрахань), «Динамо» (Брянск), «Газовик» (Оренбург), «Краснодар», «Металлург» (Красноярск), «Океан» (Находка), «Локомотив» (Калуга) и «Спартак-Телеком» (Шуя), а в феврале 2013 года подписал контракт с казахстанской командой «Иртыш» из Павлодара.